# عطية بن عمرو العنبري
عطية بن عمرو بن سحيم بن حزن العنبري التميمي (30 هـ - 85 هـ / 650 م - 705 م) أحد فرسان العرب المشهورين في العصر الأموي، كان يقال له عطية الخيول لشجاعته، شهد حروب الخوارج مع عمر بن عبيد الله بن معمر والمهلب بن أبي صفرة وأبلى بلاءً حسناً في قتالهم وفيه قال الشاعر:
ثم صار من أبرز قادة الحجاج بن يوسف الثقفي ثم خلعه وخرج عليه مع عبد الرحمن بن الأشعث وصار على مقدمة الجيش وذلك لخلاف وقع بينه وبين الحجاج، وكانت بينه وبين جيش الحجاج معارك كثيرة كان له الغلبة في أكثرها حتى انهزم في اخر الأمر وقُتَل عام 85 هـ. وشهد يوم دجيل وهو يوم تستر وكان الحجاج بن يوسف وجه سبعة ألاف مُقَاتل وعليهم مظهر العكي، فخرج إليهم عطية بن عمرو وهزمهم وفض عسكرهم. وغلب عطية بن عمرو على بلاد فارس وجبى خراجها.

## نسبه
هو عطية بن عمرو بن سحيم بن حزن بن هلال بن أرطاة بن عبد الله بن جناب بن الحارث بن جهمة بن عُدَي بن جندب بن العنبر بن عمرو بن تميم بن مُر العنبري التميمي وكان يقال له عطية الخيول لشجاعته وفيه يقول أعشى همدان: